# Villers-sur-Auchy
Villers-sur-Auchy és un municipi francès, situat al departament de l'Oise i a la regió dels Alts de França. L'any 2007 tenia 339 habitants.

## Demografia

### Població
El 2007 la població de fet de Villers-sur-Auchy era de 339 persones. Hi havia 112 famílies de les quals 24 eren unipersonals (8 homes vivint sols i 16 dones vivint soles), 32 parelles sense fills, 48 parelles amb fills i 8 famílies monoparentals amb fills.
La població ha evolucionat segons el següent gràfic:
Habitants censats

### Habitatges
El 2007 hi havia 144 habitatges, 124 eren l'habitatge principal de la família, 14 eren segones residències i 6 estaven desocupats. 139 eren cases i 3 eren apartaments. Dels 124 habitatges principals, 105 estaven ocupats pels seus propietaris, 15 estaven llogats i ocupats pels llogaters i 4 estaven cedits a títol gratuït; 1 tenia una cambra, 4 en tenien dues, 14 en tenien tres, 36 en tenien quatre i 69 en tenien cinc o més. 81 habitatges disposaven pel capbaix d'una plaça de pàrquing. A 53 habitatges hi havia un automòbil i a 60 n'hi havia dos o més.

### Piràmide de població
La piràmide de població per edats i sexe el 2009 era:
| Homes | Edats   | Dones |
| ----- | ------- | ----- |
| 0     | 95 o +  | 0     |
| 0     | 90 a 94 | 4     |
| 0     | 85 a 89 | 0     |
| 0     | 80 a 84 | 0     |
| 12    | 75 a 79 | 4     |
| 8     | 70 a 74 | 12    |
| 4     | 65 a 69 | 4     |
| 4     | 60 a 64 | 4     |
| 4     | 55 a 59 | 0     |
| 20    | 50 a 54 | 12    |
| 12    | 45 a 49 | 4     |
| 4     | 40 a 44 | 20    |
| 12    | 35 a 39 | 20    |
| 16    | 30 a 34 | 4     |
| 8     | 25 a 29 | 12    |
| 4     | 20 a 24 | 4     |
| 12    | 15 a 19 | 20    |
| 4     | 10 a 14 | 16    |
| 20    | 5 a 9   | 4     |
| 12    | 0 a 4   | 12    |

## Economia
El 2007 la població en edat de treballar era de 221 persones, 170 eren actives i 51 eren inactives. De les 170 persones actives 159 estaven ocupades (93 homes i 66 dones) i 11 estaven aturades (4 homes i 7 dones). De les 51 persones inactives 20 estaven jubilades, 20 estaven estudiant i 11 estaven classificades com a «altres inactius».

### Ingressos
El 2009 a Villers-sur-Auchy hi havia 126 unitats fiscals que integraven 357,5 persones, la mediana anual d'ingressos fiscals per persona era de 17.191 €.

### Activitats econòmiques
Dels 13 establiments que hi havia el 2007, 1 era d'una empresa alimentària, 6 d'empreses de construcció, 2 d'empreses de comerç i reparació d'automòbils, 1 d'una empresa de transport, 1 d'una empresa de serveis i 2 d'empreses classificades com a «altres activitats de serveis».
Dels 5 establiments de servei als particulars que hi havia el 2009, 1 era un guixaire pintor, 1 fusteria, 2 lampisteries i 1 perruqueria.
L'any 2000 a Villers-sur-Auchy hi havia 21 explotacions agrícoles que ocupaven un total de 852 hectàrees.

## Equipaments sanitaris i escolars
El 2009 hi havia una escola maternal integrada dins d'un grup escolar amb les comunes properes formant una escola dispersa.

## Poblacions més properes
El següent diagrama mostra les poblacions més properes.